# Casa al carrer del Mar, 7 (Sant Pere Pescador)
La Casa al carrer del Mar, 7 és una obra amb elements historicistes i eclèctics de Sant Pere Pescador (Alt Empordà) inclosa a l'Inventari del Patrimoni Arquitectònic de Catalunya.

## Descripció
Situada dins del nucli urbà de la població de Sant Pere Pescador, a l'est de l'antic recinte medieval de la vila. Forma cantonada amb el carrer Bon Aire.
Edifici cantoner de planta rectangular, format per dos cossos adossats, amb un petit pati a la part posterior. Ambdues cobertes són a dues vessants, tot i que la corresponent a l'edifici principal està disposada a diferents nivells, ja que la crugia davantera té un pis més d'alçada que la posterior. La façana principal té dos portals d'arc rebaixat a la planta baixa, tres obertures rectangulars amb balcó exempt, amb les llindes amb decoració vegetal. A la segona planta hi ha una galeria d'arcs de mig punt damunt columnes quadrades, a imitació dels arcs de ferradura, amb l'interior dentat, d'estil neoàrab. Coronant la façana hi ha un voladís de teula decorat, sostingut per mènsules.
La construcció està arrebossada i pintada de color rosat.